# Вільямспорт (Індіана)
Вільямспорт (англ. Williamsport) — місто (англ. town) в США, в окрузі Воррен штату Індіана. Населення — 1950 осіб (2020).

## Географія
Вільямспорт розташований за координатами 40°17′18″ пн. ш. 87°17′32″ зх. д. / 40.28833° пн. ш. 87.29222° зх. д. (40.288414, -87.292263).  За даними Бюро перепису населення США в 2010 році місто мало площу 3,37 км², уся площа — суходіл.

## Демографія
Згідно з переписом 2010 року, у місті мешкало 1898 осіб у 766 домогосподарствах у складі 513 родин. Густота населення становила 563 особи/км².  Було 852 помешкання (253/км²).
Расовий склад населення:
| - 98,3 % — білих - 0,5 % — азіатів - 0,3 % — чорних або афроамериканців - 0,2 % — вихідців з тихоокеанських островів - 0,1 % — корінних американців |

До двох чи більше рас належало 0,4 %. Частка іспаномовних становила 1,0 % від усіх жителів.
За віковим діапазоном населення розподілялося таким чином: 22,4 % — особи молодші 18 років, 56,7 % — особи у віці 18—64 років, 20,9 % — особи у віці 65 років та старші. Медіана віку мешканця становила 42,5 року. На 100 осіб жіночої статі у місті припадало 90,4 чоловіків;  на 100 жінок у віці від 18 років та старших — 85,8 чоловіків також старших 18 років.
Середній дохід на одне домашнє господарство  становив 53 659 доларів США (медіана — 41 250), а середній дохід на одну сім'ю — 64 865 доларів (медіана — 52 417). Медіана доходів становила 41 875 доларів для чоловіків та 37 557 доларів для жінок. За межею бідності перебувало 13,1 % осіб, у тому числі 19,3 % дітей у віці до 18 років та 2,5 % осіб у віці 65 років та старших.
Цивільне працевлаштоване населення становило 782 особи. Основні галузі зайнятості: виробництво — 41,9 %, освіта, охорона здоров'я та соціальна допомога — 22,5 %, роздрібна торгівля — 7,4 %, мистецтво, розваги та відпочинок — 4,2 %.